# Colonia Dos Rosas y La Legua
Colonia Dos Rosas y La Legua es una localidad y comuna del departamento San Cristóbal, en el centro norte de la provincia de Santa Fe, Argentina. Cuenta con una extensión de 203 km².
Fue fundada el 27 de marzo de 1892 por los escribanos Francisco Benjamín Clucellas y Rafael María Funes, y posee autonomía comunal desde 1937. Su nombre Dos Rosas fue puesto en honor a la esposa e hija del escribano Clucellas, y más tarde, cuando la colonia se expandiera una legua, se le agregó La Legua al nombre local.
Su actual presidente comunal es Carina Frank de Unidos para Cambiar Santa Fe, que releva en su mando al su padre Hugo Joaquín Frank. Su mandato finalizara en 2027.

## Población
Cuenta con 402 habitantes (Indec, 2010), lo que representa un aumento del 75% frente a los 242 habitantes (Indec, 2001) del censo anterior. La población está repartida en 224 hombres y 178 mujeres, viviendo en 198 hogares, con una densidad de población de 1,98 hab/km².
| Gráfica de evolución demográfica de Colonia Dos Rosas y La Legua entre 1991 y 2010 |
|                                                                                    |
| Fuente: Censos nacionales del INDEC                                                |

## Santa Patrona
La santa patrona de la comuna es Santa Rosa de Lima, la cual la celebran el día 30 de agosto.

## Fiesta Provincial de la Mini Reina
La comuna es reconocida a nivel provincial por ser el lugar donde se realiza la Fiesta Provincial de la Mini Reina. Participan niñas de 4 a 9 años de edad que viven en la región. La mayor parte de ellas provienen de los departamentos de San Cristóbal y el vecino San Justo de Córdoba. También se incluyen diversas atracciones como música, teatro y arte.
| Edición | Reina                                 | 1.ª Princesa                         | 2.ª Princesa                          | Información |
| ------- | ------------------------------------- | ------------------------------------ | ------------------------------------- | ----------- |
| 2004    | Sin datos                             | Sin datos                            | Sin datos                             | Sin datos   |
| 2005    | Sin datos                             | Sin datos                            | Sin datos                             | Sin datos   |
| 2006    | Sin datos                             | Sin datos                            | Sin datos                             | Sin datos   |
| 2007    | Sin datos                             | Sin datos                            | Sin datos                             | Sin datos   |
| 2008    | Fiorela Delfino (Suardi)              | Carolina Rho (Suardi)                | Representante (Alicia)                | [ 5 ]       |
| 2009    | Gianella Nari (Suardi)                | Melisa Utz (Suardi)                  | Delfina Racca (Colonia Clara)         | [ 6 ]       |
| 2010    | Sin datos                             | Sin datos                            | Sin datos                             | Sin datos   |
| 2011    | Daiana Gaido                          | María Florencia Cravero              | Solans Lorenzati                      | [ 7 ]       |
| 2012    | Milagros del Cielo Rosso              | Caren López Tolosa                   | Yenifer Ursprung                      | [ 8 ]       |
| 2013    | Agustina Albertinazzi (Morteros)      | Katia Urquia                         | Victoria Vaira                        | [ 9 ]       |
| 2014    | María Laura Nicola (Saurdi)           | Nazarena Cingolani (Monte Oscuridad) | Fiorela Delfino (Saurdi)              | [ 10 ]      |
| 2015    | Marina Fioramonti (Colonia La Sarita) | Brunella Rojas (Alejandra)           | Claudia Quaranta (Constanza)          | [ 11 ]      |
| 2016    | Delfina Kordeban                      | Malena Aranda Maretto                | Ainara Jazmín Díaz                    | [ 12 ]      |
| 2017    | Ainara Martina (San Guillermo)        | Milagros Maidana (Dos Hermanos)      | Delfina Franck (Dos Rosas y La Legua) | [ 13 ]      |
| 2018    | Sofía Araceli Fernández               | Paulina Ribalta                      | Maite Rocchia                         | [ 14 ]      |
| 2019    | Ana Clausen Trucco (Colonia Ana)      | Oriana Branca (Moisés Ville)         | Angelina Rustichelli (Suardi)         | [ 15 ]      |